# 平新棘鮋
平新棘鮋，為輻鰭魚綱鮋形目鮋亞目鮋科的其中一種，為熱帶海水魚，分布於東印度洋斯里蘭卡海域，棲息在底層水域，生活習性不明。

## 扩展阅读
維基物種上的相關：平新棘鮋